# Josep Maria Martí Font (esportista)
|  | No s'ha de confondre amb el periodista Josep Maria Martí Font. |

Josep Maria Martí Font (Barcelona, 1918) és un exjugador i directiu de petanca català.
Va practicar el rem en la seva època d'estudiant a l'Escola del Treball de Barcelona durant els anys trenta i de la caça en els seixanta, quan va ser comptador i vocal de la Societat de Caçadors del Maresme. La seva relació directa amb la petanca va començar al principi dels anys setanta, quan va ser un dels membres fundadors del Club Petanca Càmping Hispano Masnou, del qual fou primer secretari i després president. Del 1975 al 1981 fou vicepresident de la Federació Catalana de Bitlles i president de la seva secció de petanca (1981-85). Fou un dels principals impulsors de la creació de la nova Federació Catalana de Petanca, de la qual ocupà la presidència des de l'any 1985, en què fou fundada, fins al 1994, quan abandonà el càrrec. També fou vicepresident de la Federació Espanyola de Petanca (1985-92). Posteriorment fou secretari de l'Associació Catalana de Dirigents de l'Esport. Va rebre la medalla de plata de la Federació Francesa de Petanca, la medalla d'or de la Federació Espanyola de Bitlles i la medalla d'or de la Federació Espanyola de Petanca.